# Svenska mästerskapen i kortbanesimning 1989
Svenska mästerskapen i kortbanesimning 1989 avgjordes i Aq-va-kul, Malmö 1989. Det var den 37:e upplagan av kortbane-SM. 

## Medaljsummering

### Herrar
| Gren            | Guld                          | Guld                          |
| 50 m frisim     | Joakim Holmqvist 22,56        | Jönköpings SS                 |
| 100 m frisim    | Tommy Werner 48,69            | Karlskrona SS                 |
| 200 m frisim    | Anders Holmertz 1.45,02       | Motala SS                     |
| 400 m frisim    | Anders Holmertz 3.44,58       | Motala SS                     |
| 1500 m frisim   | Henrik Jangwall 15.15,88      | Malmö KK                      |
| 100 m fjärilsim | Christer Wallin 54,30         | Mölndals ASS                  |
| 200 m fjärilsim | Christer Wallin 1.58,78       | Mölndals ASS                  |
| 100 m ryggsim   | Hans Fredin 57,14             | Södertörns SS                 |
| 200 m ryggsim   | Hans Fredin 2.04,75           | Södertörns SS                 |
| 100 m bröstsim  | Peter Berggren 1.02,94        | Skärets SS                    |
| 200 m bröstsim  | Jan Bidrman 2.14,85           | Malmö KK                      |
| 200 m medley    | Jan Bidrman 2.00,50           | Malmö KK                      |
| 400 m medley    | Jan Bidrman 4.12,97           | Malmö KK                      |
| 4x100 m frisim  | Borlänge SS 3.17,86           | Borlänge SS 3.17,86           |
| 4x200 m frisim  | Upsala S 7.22,14              | Upsala S 7.22,14              |
| 4x100 m medley  | Stockholmspolisens IF 3.47,89 | Stockholmspolisens IF 3.47,89 |

### Damer
| Gren            | Guld                       | Guld                      |
| 50 m frisim     | Linda Olofsson 26,18       | Älvsby SS                 |
| 100 m frisim    | Helena Kälvehed 56,59      | SK Korrugal               |
| 200 m frisim    | Malin Gustavsson 2.01,60   | Kristianstads SLS         |
| 400 m frisim    | Linda Rönnbäck 4.17,38     | Luleå SS                  |
| 800 m frisim    | Linda Rönnbäck 8.46,81     | Luleå SS                  |
| 100 m fjärilsim | Anna Lindberg 1.02,42      | Kristianstads SLS         |
| 200 m fjärilsim | Carina Johansson 2.15,53   | Oxelösunds SS             |
| 100 m ryggsim   | Johanna Larsson 1.04,07    | Mariestads SS             |
| 200 m ryggsim   | Johanna Larsson 2.19,47    | Mariestads SS             |
| 100 m bröstsim  | Anna-Karin Persson 1.10,38 | Kungälvs SS               |
| 200 m bröstsim  | Anna-Karin Persson 2.31,01 | Kungälvs SS               |
| 200 m medley    | Helena Kälvehed 2.16,30    | SK Korrugal               |
| 400 m medley    | Anette Philipsson 4.52,14  | Linköpings ASS            |
| 4x100 m frisim  | Helsingborgs S 3.48,85     | Helsingborgs S 3.48,85    |
| 4x200 m frisim  | Helsingborgs S 8.12,20     | Helsingborgs S 8.12,20    |
| 4x100 m medley  | Kristianstads SLS 4.16,93  | Kristianstads SLS 4.16,93 |